# Trường Dự bị Đại học Chaminade (Missouri)
Trường Dự bị Đại học Chaminade là một trường Công giáo La Mã độc lập, thuộc Dòng Đức Mẹ Maria (Marianists), dành cho nam sinh từ lớp sáu đến lớp mười hai trong Tổng giáo phận Công giáo La Mã St. Louis. Trường tọa lạc tại Creve Coeur, phía tây Hạt St. Louis, Missouri, đón nhận nhiều sinh viên đến từ khắp Hoa Kỳ và từ các nước trên thế giới.  Canning Hall, tên của ký túc xá, có sức chứa lên đến 65 học sinh. Ngôi trường mang tên Đức Cha William Joseph Chaminade, một linh mục sống trong thời kỳ Cách mạng Pháp và là người đã thành lập dòng tu được gọi là Hội Đức Mẹ Maria (Marianists). Trường duy trì một mối quan hệ tích cực với Hiệp hội Đức Mẹ (Society of Mary) thông qua các cơ cấu quản trị và việc làm của các Nữ tu sĩ cũng như giáo dân và duy trì đặc sủng này.

## Lịch sử
Chaminade được thành lập bởi Hiệp hội Đức Mẹ vào năm 1910, chưa đầy một trăm năm sau tên gọi của trường, Cha Chân phước William Joseph Chaminade thành lập dòng, và chỉ sáu mươi năm sau khi những người theo đạo Đức Mẹ thành lập tại Hoa Kỳ. Ban đầu nó là một trường nội trú và ban ngày, với hầu hết học sinh của nó cư trú trong các ký túc xá mở nằm trên tầng ba và bốn của tòa nhà chính; các linh mục và anh em của Hội Đức Mẹ sống trong các phòng ở đầu phía bắc và phía nam của mỗi tầng.
Khi trường mở cửa vào năm 1910, chỉ có một tòa nhà, sau này được đặt tên là "Chaminade Hall", tồn tại trong khuôn viên trường, bên cạnh ngôi nhà trang trại ban đầu tồn tại khi mua đất. Tuy nhiên, vào năm 1919, trường đã xây dựng một phòng tập thể dục ở phía bắc của tòa nhà chính. Tòa nhà chính, nhà trang trại và phòng tập thể dục trong nhiều năm là những công trình duy nhất trong khuôn viên trường cho đến những năm 1950, khi trường xây ký túc xá mới cho sinh viên, khu nhà ở mới cho các thành viên của Dòng Đức Mẹ và một nhà nguyện mới..
Các tòa nhà này được kết nối với tòa nhà chính và nhà thi đấu bằng một mạng lưới đường hầm cho phép các linh mục và anh em di chuyển giữa các tòa nhà mà không cần đi ra ngoài. Năm 1970, trường xây dựng một cơ sở thể thao mới có tên là Athletictron, và trường đã thêm "Cánh Tây" (West Wing) ở mặt sau của Chaminade Hall vào năm 1981. Năm 2002, West Wing lại được mở rộng, thêm các phòng học cấp hai, một nhà ăn và một thư viện mới. Năm 2011, việc xây dựng hoàn thành tại Trung tâm Nghệ thuật Skip Viragh mới. Cha Ralph A. Siefert là Chủ tịch của Chaminade từ năm 1987. Ông là Chủ tịch lâu nhất trong lịch sử của trường. Khán phòng 1000 chỗ ngồi ở Trung tâm Nghệ thuật Skip Viragh được đặt tên để vinh danh ông.

## Cơ sở vật chất
Chaminade Hall là tòa nhà hành chính và phòng học chính. Nó có văn phòng cho chủ tịch, hiệu trưởng và hiệu phó, cũng như văn phòng tuyển sinh, văn phòng thăng tiến và văn phòng kinh doanh. Hầu hết các phòng học trung học đều ở Chaminade Hall, trải rộng trên bốn tầng và tầng hầm.
Phòng tập thể dục cũ là Juergens Hall. Nó có phòng tập thể dục của trường trung học cơ sở, văn phòng của đội bóng bầu dục, một trong những phòng tập thể dục của Chaminade và phòng thay đồ của trung học cơ sở.
Canning Hall là ký túc xá sinh viên và có thể chứa tối đa 65 sinh viên. Các giám thị cũng sống ở trong Canning Hall.
Frische Hall là nơi ở trước đây dành cho các thành viên tôn giáo của Hiệp hội Đức Mẹ. Chaminade đã chuyển đổi tòa nhà để sử dụng làm văn phòng giảng viên, trung tâm quản lý hoạt động của trường, phòng chờ của giáo viên, các phòng câu lạc bộ và trung tâm sinh viên của Chaminade. Ngoài ra còn có một sân trong, ban đầu là một khu vườn của các thành viên tôn giáo.
Immaculate Conception Chapel là nhà nguyện của trường. Mặc dù nhà nguyện quá nhỏ để toàn trường có thể tập trung thánh lễ trong đó, nó vẫn được sử dụng cho các thánh lễ nhỏ hơn và các dịch vụ hòa giải. Phòng thờ được đặt bên trong Frische Hall.
Athletictron là trung tâm thể thao của trường. Nó có một sân bóng rổ / bóng chuyền, một khu tập thể, một khán đài nhượng quyền, phòng thay đồ cho nam, nữ và giảng viên, và một hồ bơi. Hồ bơi không chỉ được sử dụng bởi các học sinh Chaminade mà còn bởi các đội bơi và lặn khác trong khu vực, chẳng hạn như Học viện Thánh Giuse và Dòng Tên De Smet (St. Joseph's Academy and De Smet Jesuit). Các cơ sở thể thao khác trong khuôn viên trường bao gồm 8 sân tennis, một sân vận động bóng bầu dục và đường chạy, 2 sân bóng chày, một sân vận động bóng đá và hai sân tập đa năng, một trong số đó có sân cỏ phù hợp với mọi thời tiết. West Wing hay New Wing có nhà ăn, đại sảnh, thư viện và trung tâm truyền thông, 16 phòng học trung học cơ sở và phòng tập tạ.
Trung tâm Nghệ thuật Skip Viragh, một cơ sở biểu diễn và mỹ thuật, được mở cửa vào tháng 8 năm 2011. Tòa nhà này có một khán phòng 1000 chỗ ngồi, bốn phòng học nghệ thuật, ba phòng tập nhạc, một số phòng thực hành cá nhân, một nhà hát nhỏ hơn và một phòng trưng bày nghệ thuật. Tòa nhà này được tài trợ bởi gia đình của Skip Viragh, một cựu sinh viên Chaminade tốt nghiệp năm 1959.

## Học thuật
Chaminade cung cấp một chương trình học tập khắt khe dành cho những sinh viên có năng lực vượt trội, trên trung bình hoặc trung bình khá. Trong những năm gần đây, Chaminade đã mở rộng các chương trình cung cấp tín chỉ đại học của mình để bao gồm, bên cạnh 23 khóa học Xếp lớp Nâng cao (AP), 59 khóa học một học kỳ thông qua Đại học Saint Louis và Đại học Missouri – St. Louis.

## Mỹ thuật/Hoạt động

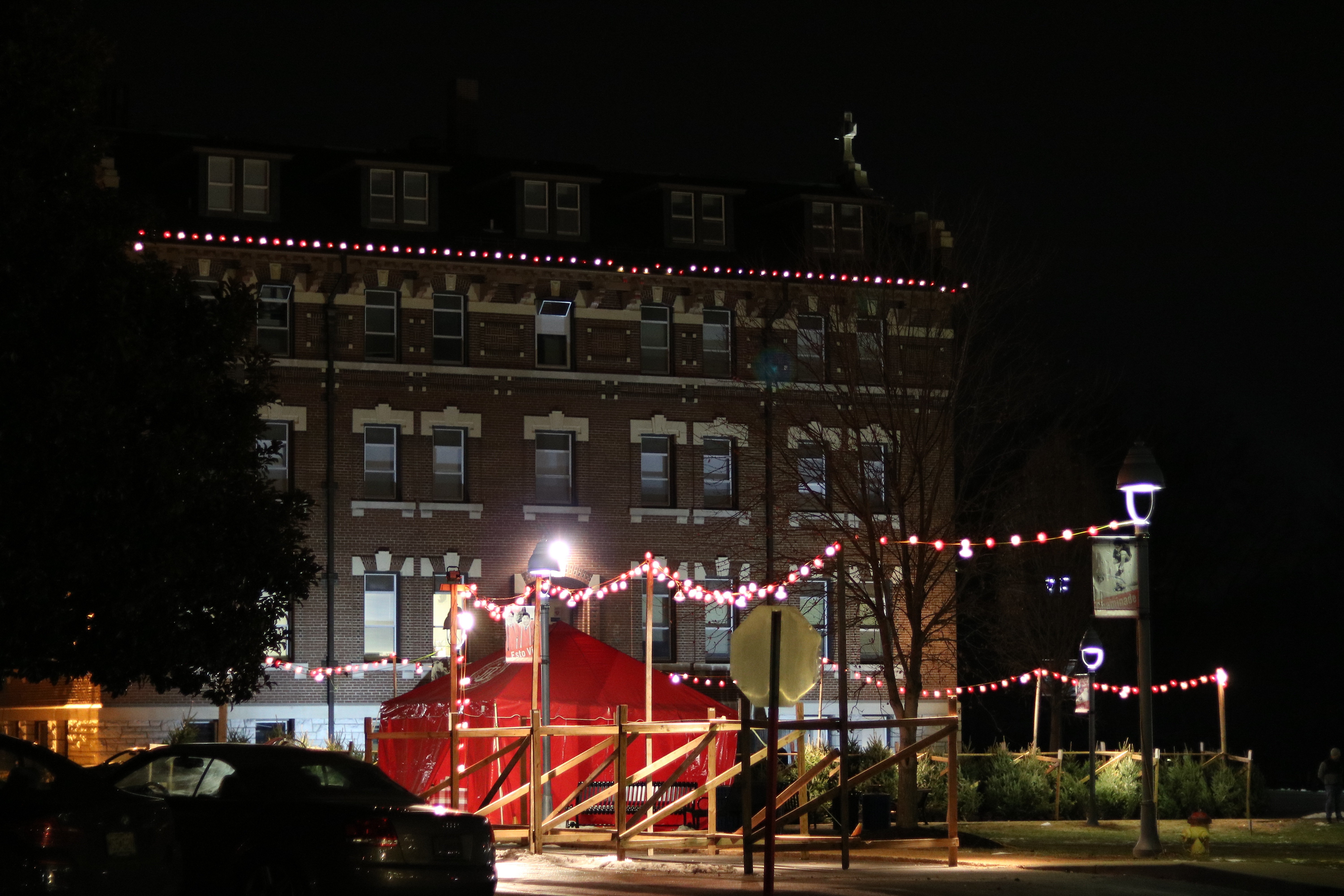
Chaminade Hall (sau) vào ban đêm.

Hơn 150 học sinh tham gia vào ban nhạc của trường đã giành được nhiều giải thưởng cấp khu vực và quốc gia, bao gồm Giải Nhất trong Lễ hội Âm nhạc Midwest năm 2010, 2011 và 2012. Chaminade cung cấp hơn 25 câu lạc bộ cho học sinh trung học cơ sở và trung học phổ thông. Một trong những câu lạc bộ phổ biến nhất là chương trình tường thuật trực tuyến có tên CSPN (phiên bản Chaminade của ESPN) trong đó các sự kiện thể thao và các hoạt động khác được phát trực tiếp trên web. Sinh viên tham gia với tư cách là người bình luận, phân tích, quay phim và nhóm kỹ thuật.

## Hoạt động phục vụ cộng đồng
Chaminade yêu cầu tất cả học sinh tham gia vào các dự án phục vụ cộng đồng hàng năm. Học sinh trung học cơ sở (lớp 6–8) phải hoàn thành 10–20 giờ hàng năm trong khi học sinh trung học phổ thông phải hoàn thành 25–50 giờ mỗi năm. Học sinh thường xuyên giúp đỡ nhiều tổ chức khắp khu vực St. Louis. Các chuyến đi phục vụ cộng đồng trong kỳ nghỉ xuân gần đây đã đến Tây Virginia, Mexico, Châu Phi và Haiti.  Trường cũng có Câu lạc bộ Công dân Toàn cầu (Global Citizens Club) và  thành viên trong chương trình Trường Đại sứ Mosaic St. Louis (St. Louis Mosaic Ambassador School program).

## Hệ thống gia đình
Chaminade bắt đầu hệ thống gia đình vào năm 2003. Chaminade có năm gia đình, và mỗi học sinh thuộc một trong những gia đình đấy: Gray, Lamourous, Mauclerc, Meyer và O'Donnell.

## Chương trình thể thao
Chaminade có hơn 60 đội trong 18 môn thể thao khác nhau. Các môn thể thao được cung cấp bao gồm bóng chày, bóng rổ, bi sắt, bowling, việt dã, bóng bầu dục, gôn, khúc côn cầu, bóng chuyền, bóng vợt, rugby, bóng đá, bơi/lặn, quần vợt, điền kinh, ném đĩa, bóng chuyền, bóng nước và đấu vật. Chaminade là một phần của Phân giải Công giáo Metro với Trường Trung học Christian Brothers College, Trường Trung học Dòng Tên De Smet Jesuit, Trường Trung học St. John Vianney (Kirkwood, Missouri), và Trường Trung học Đại học St. Louis.

### Các danh hiệu vô địch bang Missouri
Các đội Chaminade đã giành được 25 chức vô địch tiểu bang trong Hiệp hội Hoạt động Trung học Tiểu bang Missouri (Missouri State High School Activities Association).
- Bóng chày 1992, 1998
- Việt dã 2001
- Gôn 1988, 1997, 1998, 2001, 2004, 2017
- Bóng đá 2001 (vô địch quốc gia), 2002, 2006
- Bơi/Lặn 1974, 1984
- Quần vợt 1988, 1989, 1990, 1991, 1992
- Bóng rổ 2009, 2016 [13][14]
- Bóng chuyền 2009, 2019 [15]
- Đấu vật 2017, 2018

## Cựu sinh viên
- Tom Barlow, cầu thủ bóng đá người Mỹ cho New York Red Bulls của MLS
- Bradley Beal, người bảo vệ cho đội Washington Wizards của giải NBA; lựa chọn thứ ba của đợt tuyển chọn cầu thủ của NBA năm 2012 [16]
- Ben Bishop, thủ môn cho đội Dallas Stars của giải NHL
- Chris Butler, hậu vệ cho đội St. Louis Blues của NHL
- Tyler Cook, chuyển tiếp cho Cleveland Cavaliers của NBA
- Brad Davis, tiền vệ đã nghỉ hưu cho Houston Dynamo của MLS và Sporting Kansas City
- John Doerr, tỷ phú
- Eugenio Garza Lagüera, tỷ phú doanh nhân người Mexico
- Mike Kehoe, Thống đốc thứ 48 của Missouri
- Neil Komadoski, vận động viên khúc côn cầu, vô địch Bradshaw Cup
- David Lee, tiền đạo cho San Antonio Spurs của NBA; thành viên của nhà vô địch NBA năm 2015 Golden State Warriors; được tuyển chọn bởi đội New York Knicks; người được vinh danh ở Florida Gators Hall of Fame
- Edward N. Peters, nhà giáo luật và Trọng tài của Tông đồ Signatura
- Michael Roach, cầu thủ bóng đá trong nhà và bóng đá người Mỹ
- Paul Stastny, trung tâm cho đội Vegas Golden Knights của NHL
- Yan Stastny, trung tâm cho đội Thomas Sabo Ice Tigers của Deutsche Eishockey Liga
- Bill Steltemeier, Chủ tịch sáng lập của Eternal Word Television Network (EWTN);[17] Giám đốc điều hành của EWTN 2000-09
- Jayson Tatum, tiền đạo cho Boston Celtics, cầu thủ thứ ba được chọn trong đợt tuyển chọn cầu thủ NBA năm 2017
- Matthew Tkachuk, cánh trái cho đội Calgary Flames của giải NHL
- Brady Tkachuk, cánh trái cho đội Ottawa Senators của NHL
- Chad Vandegriffe, cầu thủ bóng đá trong nhà và bóng đá người Mỹ
- Paul Virant, đầu bếp kiêm chủ nhà hàng trong khu vực Chicago
- Chris Wideman, tiền vệ cho đội Ottawa Senators của NHL
- Joe Willis, thủ môn cho Houston Dynamo của MLS